# 랜스 하워드
랜스 하워드(영어: Rance Howard, 1928년 11월 17일 ~ 2017년 11월 25일)는 미국의 배우였다. 클린트 하워드와 론 하워드의 아버지이며, 브라이스 댈러스 하워드의 할아버지이다.

## 출연 작품
- 동방박사: 구원의 별을 따라 (2017)
- 아버지의 기억 (2017)
- 광야의 40일 : 시험 (2016)
- 16 사우스 (2013)
- 네브래스카 (2013)
- 이지 라이더: 더 라이드 백 (2013)
- 맥스 로즈 (2013)
- 포 로빙 더 데드 (2011)
- 나이트 클럽 (2011)
- 인사이트 (2011)
- 더 제너시스 코드 (2010)
- 원스 폴른 (2010)
- 트라이얼 (2010)
- 조나 헥스 (2010)
- 플레이 데드 (2009)
- 위딘 (2009)
- 샤도우하트 (2009)
- 천사와 악마 (2009)
- 드릴빗 테일러 (2008)
- 키스 (2008)
- 플레이 더 게임 (2008)
- 프로스트 VS 닉슨 (2008)
- 그리즐리 파크 (2007)
- 조지아 룰 (2007)
- 시스터 에이미 (2006)
- 새스콰치 마운틴 (2006)
- 신데렐라 맨 (2005)
- 툴박스 머더 (2004)
- 알라모 (2004)
- 고스트 록 (2003)
- 롱 라이드 홈 (2003)
- 실종 (2003)
- 백 바이 미드나잇 (2002)
- 어 크랙 인 더 플로어 (2001)
- 조는 못말려 (2001)
- 노 브레인 레이스 (2001)
- 뷰티풀 마인드 (2001)
- 그 남자에겐 뭔가 특별한 향기가 있다 (2000)
- 러브 앤 섹스 (2000)
- 그린치 (2000)
- 해피 텍사스 (1999)
- 더 나이트 콜러 (1998)
- 투 오브 어 카인드 (1998)
- 스몰 솔저 (1998)
- 싸이코 (1998)
- 랜드 오브 프리 (1998)
- 버스티드 (1997)
- 세컨드 시빌 워 (1997)
- 스파클 앤 참 (1997)
- 여행자 (1997)
- 타이거 하트 (1996)
- 말뚝상사 빌코 (1996)
- 화성 침공 (1996)
- 배반의 음모 (1996)
- 인디펜던스 데이 (1996)
- 고립 지대 (1995)
- 빅풋: 언포게터블 인카운터 (1994)
- 포스 투 킬 (1994)
- 사바테 (1994)
- 일리언 3 (1994)
- 에드 우드 (1994)
- 터미널 스피드 (1994)
- 굿바이 마마 (1993)
- 공포 탈출 (1993)
- 스냅드래곤 (1993)
- 틱스 (1993)
- 이젠 키스 안 사요 (1992)
- 파 앤드 어웨이 (1992)
- 유니버셜 솔저 (1992)
- 나인 하프 닌자 (1991)
- 사인필드 (1990)
- 리미트 업 (1989)
- 명화 만들기 (1989)
- 모의 법정 (1989)
- 우리 아빠 야호 (1989)
- 유령 마을 (1989)
- SOS 해상 구조대 (1989)
- 못말리는 번디 가족 (1987)
- 겅호 (1986)
- 여자를 쫓는 남자 (1985)
- 스플래쉬 (1984)
- 러브 레터 (1983)
- 가시나무 새 (1983)
- 남자의 진실 (1982)
- 스루 더 매직 피라미드 (1981)
- 대단한 차도둑 (1977)
- 남과 여 2 (1977)
- 허클베리 핀 (1975)
- 월튼네 사람들 (1972)
- 아이 포 아이 (1966)
- 우리 생애 나날들 (1965)
- 고인돌 가족 플린스톤 (1960)
- 보난자 (1959)
- 딜론 보안관 (1955)